# Trichoniscus kytherensis
Trichoniscus kytherensis är en kräftdjursart som beskrevs av Hans Strouhal 1929C. Trichoniscus kytherensis ingår i släktet Trichoniscus och familjen Trichoniscidae. Inga underarter finns listade i Catalogue of Life.